# 큰 십이면체
| 큰 십이면체          | 큰 십이면체                       |
| -------------------- | --------------------------------- |
|                      |                                   |
| 종류                 | 케플러-푸앵소 다면체              |
| 별모양화 중심        | 정십이면체                        |
| 원소                 | F = 12, E = 30 V = 12 (χ = -6)    |
| 면의 수{변의 수}     | 12{5}                             |
| 슐레플리 기호        | {5,⁠5/2⁠}                           |
| 면 배치              | V(⁠5/2⁠)5                           |
| 위토프 기호          | ⁠5/2⁠ \| 2 5                        |
| 콕서터 다이어그램    |                                   |
| 대칭군               | Ih, H3, [5,3], (*532)             |
| 참조                 | U35, C44, W21                     |
| 특성                 | 정다면체 비볼록                   |
| (55)/2 (꼭짓점 도형) | 작은 별모양 십이면체 (쌍대다면체) |

기하학에서 큰 십이면체(great dodecahedron)는 슐레플리 기호가 {5,5/2}이고 콕서터 다이어그램이 인 케플러-푸앵소 다면체이다. 이것은 비볼록 정다면체 네 개 중 하나이다. 이것은 오각형 면 12개(평행한 오각형 여섯 쌍)로 이루어져 있으며, 각 꼭짓점에서 다섯 개의 오각형이 만나고, 서로를 오각성 모양을 만들며 교차한다.
큰 십이면체의 발견은 1810년에 종종 루이 푸앵소에 의해서 쓰여졌지만, 벤첼 얌니처에 의해 쓰여진 1568년의 책 Perspectiva Corporum Regularium에서 큰 십이면체와 매우 유사한 그림이 있다.
정십이면체의 별모양화중의 하나이며, 겉으로 드러난 부분만 뒤집으면 작은 삼각육변형 이십면체가 된다.

## 그림
| 투명 모형                                                                                          | 구면 타일링                                                                                     |
| -------------------------------------------------------------------------------------------------- | ----------------------------------------------------------------------------------------------- |
| (애니메이션)                                                                                       | 이 다면체는 밀도가 3인 구면 타일링을 나타낸다. (위에서 구면 오각형 면 하나를 노란색으로 칠했다) |
| 전개도                                                                                             | 별모양화                                                                                        |
| × 20 표면 기하학의 전개도; 이등변삼각형 삼각뿔 이십개를 정이십면체의 면처럼 배열해서 만들 수 있다. | 이것은 정십이면체의 별모양화 세 개 중 두 번째를 만들 수 있고, 웨닝거 모델 [W21]을 가리킨다.     |

## 관련 다면체
이것은 볼록 정이십면체와 같은 모서리 배열을 가진다.
큰 십이면체가 적절한 교차 표면 기하학으로 고려되면, 이것은 볼록한 것 대신에 오목한 각뿔을 가지는 삼방이십면체와 같은 위상을 가진다. 파낸 십이면체는 정십이면체에 같은 과정을 적용한 것으로 볼 수 있다.
큰 십이면체에 적용된 깎는 과정은 일련의 비볼록 고른 다면체들을 만들어낸다. 깎아서 모서리가 점이 되면 절반 깎은 큰 십이면체처럼 십이십이면체를 만들어낸다. 이 과정은 원래 면이 점이 되도록 하는 birectification이 되면 끝나고 작은 별모양 십이면체를 만들어낸다.
| 정십이면체의 별모양화 |                      |                      |                      |
| 플라톤의 다면체       | 케플러-푸앵소 다면체 | 케플러-푸앵소 다면체 | 케플러-푸앵소 다면체 |
| 정십이면체            | 작은 별모양 십이면체 | 큰 십이면체          | 큰 별모양 십이면체   |
|                       |                      |                      |                      |
|                       |                      |                      |                      |

| 이름              | 작은 별모양 십이면체 | 십이십이면체 | 깎은 큰 십이면체 | 큰 십이면체 |
| ----------------- | -------------------- | ------------ | ---------------- | ----------- |
| 콕서터 다이어그램 |                      |              |                  |             |
| 그림              |                      |              |                  |             |

## 활용
- 이 모양은 루빅스 큐브의 기본이 된다-알렉산더의 별 퍼즐 처럼.
- 큰 십이면체는 이진 골레 부호의 쉬운 기억법을 제공한다[1]

## 같이 보기
- 작은 별모양 십이면체와 큰 십이면체의 결합물